# Rivière Caupichigau
Pour les articles homonymes, voir Caupichigau.
La rivière Caupichigau est un affluent de la rivière la Trêve située à Eeyou Istchee Baie-James, dans la région administrative du Nord-du-Québec, dans la province canadienne de Québec, au Canada.
Le cours de la rivière Caupichigau traverse successivement les cantons de Berey et de Daine.
Le bassin versant de la rivière Caupichigau est accessible la route 113 reliant Lebel-sur-Quévillon à Chibougamau. Cette route passe à 16,4 km au Sud de l’embouchure du Lac Caupichigau et passe au Sud du Lac Inconnu et du Lac Caupichigau.
La surface de la rivière Caupichigau est habituellement gelée du début novembre à la mi-mai, toutefois la circulation sécuritaire sur la glace se fait généralement de la mi-novembre à la mi-avril.

## Géographie
Les principaux bassins versants voisins de la rivière Caupichigau sont :
- côté Nord : lac Caupichigau, lac Omo, rivière Omo ;
- côté Est : rivière Mildred, lac la Trêve ;
- côté Sud : rivière la Trêve, rivière la Trêve, lac Inconnue ;
- côté Ouest : rivière Maicasagi, rivière la Trêve.

La rivière Caupichigau prend sa source à l’embouchure d’un lac Caupichigau (longueur : 15,4 km ; altitude : 335 m). L’embouchure de ce lac de tête est située à :
- 24,7 km au Sud de la limite Sud de la Réserve faunique Assinica ;
- 10,9 km au Nord-Est de l’embouchure de la rivière Caupichigau (confluence avec la rivière la Trêve) ;
- 20,5 km au Nord-Est de l’embouchure de la rivière la Trêve (confluence avec la rivière Maicasagi) ;
- 66,1 km au Nord-Est de l’embouchure de la rivière Maicasagi (confluence avec le lac Maicasagi) ;
- 95,8 km au Nord-Est de l’embouchure du Lac au Goéland (rivière Waswanipi) ;
- 135,7 km au Nord-Est de l’embouchure du lac Matagami ;
- 270,1 km au Sud-Est de l’embouchure de la rivière Nottaway ;
- 147,6 km au Nord-Est du centre-ville de Matagami.

À partir du lac Caupichigau, la rivière Caupichigau coule sur 13 km selon les segments suivants :
- 3,8 km vers le Sud-Ouest dans le canton de Berey dans un élargissement, jusqu’à la limite Nord du canton de Daine ;
- 9,0 km vers le Sud-Ouest dans le canton de Daine jusqu’à son embouchure[2].

La « rivière Caupichigau» se déverse dans un coude de rivière sur la rive Nord-Est de la rivière la Trêve. De là, cette dernière coule le Nord-Ouest, jusqu’à la rive Sud-Est de la rivière Maicasagi. Le courant de cette dernière coule vers l’Ouest, jusqu’à la rive Est du lac Maicasagi.
Puis le courant traverse vers le Sud-Ouest par le Passage Max pour se déverser dans le lac au Goéland. Ce dernier est traversé vers le Nord-Ouest par la rivière Waswanipi qui est un affluent du lac Matagami.
L’embouchure de la rivière Caupichigau située à :
- 13,0 km au Sud-Est de l’embouchure de la rivière la Trêve (confluence avec la rivière Maicasagi) ;
- 59,1 km au Nord-Est de l’embouchure de la rivière Maicasagi (confluence avec le lac Maicasagi) ;
- 86,2 km au Nord-Est de l’embouchure du lac au Goéland (rivière Waswanipi) ;
- 105,5 km au Nord-Est de l’embouchure du Lac Olga (rivière Waswanipi) ;
- 32,1 km au Nord du centre du village de Waswanipi ;
- 138,3 km au Nord-Est du centre-ville de Matagami.

## Toponymie
Le toponyme « rivière Caupichigau » a été officialisé le 5 décembre 1968 à la Commission de toponymie du Québec, soit à la création de
cette commission